# Stazione di Oppama
La stazione di Oppama (追浜駅 Oppama-eki?) è una stazione ferroviaria della Linea Keikyū principale a Oppama-cho, città di Yokosuka, prefettura di Kanagawa. Il numero della stazione è kk54.. È stata inaugurata il 1 aprile 1930.

## Struttura
La stazione è costituita da due marciapiedi laterali che possono accogliere treni fino a 8 carrozze, con due binari passanti in superficie, su un segmento leggermente in curva. Il fabbricato viaggiatori, posto sopra il piano del ferro, contiene biglietteria, servizi igienici e alcune attività commerciali.
| 1 | Linea Keikyū principale | per Yokosuka-chuo e Misaki-guchi |
| 2 | Linea Keikyū principale | per Yokohama e Shinagawa         |

## Stazioni adiacenti
| Linea Keikyū principale | Linea Keikyū principale                    | Linea Keikyū principale |
| ←                       | Servizio                                   | ➜                       |
| ----------------------- | ------------------------------------------ | ----------------------- |
| Transito                | Espresso Limitato Rapido verde Keikyū Wing | Transito                |
| Kanazawa-Hakkei         | Espresso Limitato Rapido viola             | Shioiri                 |
| Kanazawa-Hakkei         | Locale                                     | Keikyū Taura            |